# 가나야마 야스타카
가나야마 야스타카(본명: 김태효, 1985년 8월 16일 ~ )는 한국계 일본인 방송인으로 야스라는 예명으로 활동한다.

## 출연 작품
- 《12시에 만나요 XBOX360》 (온게임넷, 2007년)
- 《오! 해피데이 - 도전! 예의지왕》 (MBC, 2007년)
- 《켠김에 왕까지》 (온게임넷, 2010년)

## 같이 보기
- 허준
- 이동진
- 이경규
- 이혁재
- 이윤석
- 이정